# Bactrocythara
Bactrocythara är ett släkte av snäckor. Bactrocythara ingår i familjen kägelsnäckor.
Kladogram enligt Catalogue of Life:
| Bactrocythara | \| \| Bactrocythara asarca \| \| \| \| \| \| Bactrocythara obtusa \| \| \| \| |
|               | \| \| Bactrocythara asarca \| \| \| \| \| \| Bactrocythara obtusa \| \| \| \| |
|               | Bactrocythara asarca                                                          |
|               |                                                                               |
|               | Bactrocythara obtusa                                                          |
|               |                                                                               |